# Dingen
Dingen es un municipio situado en el distrito de Dithmarschen, en el estado federado de Schleswig-Holstein (Alemania). Tiene una población estimada, a fines de 2021, de 632 habitantes.
Está ubicado al oeste del estado, cerca del mar del Norte y a poca distancia al norte del canal de Kiel.